# وتوش‌نیکوو
وتوش‌نیکوو (انگلیسی: Vetoshnikovo) یک شهرک در منطقه شهری اوفای جمهوری باشقیرستان در کشور روسیه است.